# Strobilanthes suborbicularis
Strobilanthes suborbicularis är en akantusväxtart som beskrevs av Imlay. Strobilanthes suborbicularis ingår i släktet Strobilanthes och familjen akantusväxter. Inga underarter finns listade i Catalogue of Life.